# TZAAR
TZAAR je abstraktní desková hra pro dva hráče z roku 2008, která je 2. hrou GIPF projektu. Na tomto místě po svém vydání nahradila hru TAMSK, která byla z tohoto projektu vyřazena. Autorem všech her projektu je Kris Burm z Belgie.

## Pravidla hry

### Herní komponenty
- hrací deska tvaru šestiúhelníku, který je rozdělen čarami, na jejichž 60 průsečíků se pokládají kameny
- v každé barvě (bílá a černá) 30 kamenů tří druhů: 6× Tzaar, 9× Tzarra, 15× Tott

### Příprava hry
Hrací deska se položí mezi oba hráče. Na ni se náhodně rozmístí všech 60 kamenů. Nechtějí-li hráči rozmisťovat kameny náhodně, mohou využít počáteční rozmístění zobrazené v návodu. Začíná bílý hráč.

### Průběh tahu
Tah každého hráče (s výjimkou prvního tahu bílého) se skládá ze dvou částí, z nichž první je povinná a druhá volitelná:
1. Zajetí soupeřova kamene:
  - Hráč přesune svůj kámen po přímé čáře buď na sousední soupeřův kámen, nebo (až na desce vzniknou volná místa) přes libovolný počet volných průsečíků na soupeřův kámen hned za nimi. Tento soupeřův kámen si vezme a svůj kámen ponechá na jeho místě.
  - Není povoleno přeskakovat kameny.
  - Při zajímání nezáleží na druhu kamenů.
  - V průběhu hry vzniknou na desce sloupky více kamenů stejné barvy. Sloupek může být zajat jen sloupkem, který obsahuje stejný nebo větší počet kamenů.
  - Se sloupky se pohybuje stejným způsobem jako s jednotlivými kameny, bez ohledu na počet kamenů ve sloupku.
  - Bílý ve svém prvním tahu provádí pouze tuto část. Ve všech dalších tazích každý hráč může provést ještě druhou část tahu.
2. Ve druhé části tahu má hráč 3 možnosti:
  1. Vynechat tuto část tahu.
  2. Zajmout další soupeřův kámen nebo sloupek stejným způsobem jako v první části.
  3. Posílit svůj kámen nebo sloupek:
    - Hráč přesune na svůj kámen nebo sloupek jiný svůj kámen nebo sloupek stejně jako při zajímání (tj. přesune se na sousední průsečík nebo přes libovolný počet volných průsečíků).
    - Počet kamenů ve sloupku není omezen.
    - Jednou vytvořený sloupek se již do konce hry nerozdělí.
    - V jednom sloupku mohou být libovolné typy kamenů, ale sloupek je toho typu, jakého typu je vrchní kámen.

### Konec hry
Hra končí jedním ze dvou způsobů:
1. Jeden z hráčů přijde o všechny kameny jednoho typu na desce (to se stane i tehdy, když na desce kameny tohoto typu má jen uvnitř sloupků). Tento hráč prohrál.
2. Hráč, který je na tahu, nemůže v první části tahu zajmout žádný soupeřův kámen. Tento hráč prohrál.

## Turnajová verze
V turnajové verzi se začíná s prázdnou deskou. Hráči střídavě pokládají své kameny na volné průsečíky desky, dokud ji celou nezaplní. Na typu kamenů při pokládání nezáleží.